# Victoria (Minnesota)
Victoria – miasto w Stanach Zjednoczonych, w stanie Minnesota, w hrabstwie Carver.